# Liste der Baudenkmäler in Nordheim am Main
Auf dieser Seite sind die Baudenkmäler in der unterfränkischen Gemeinde Nordheim am Main zusammengestellt. Diese Tabelle ist eine Teilliste der Liste der Baudenkmäler in Bayern. Grundlage ist die Bayerische Denkmalliste, die auf Basis des Bayerischen Denkmalschutzgesetzes vom 1. Oktober 1973 erstmals erstellt wurde und seither durch das Bayerische Landesamt für Denkmalpflege geführt wird. Die folgenden Angaben ersetzen nicht die rechtsverbindliche Auskunft der Denkmalschutzbehörde.
 Diese Liste gibt den Fortschreibungsstand vom 27. März 2021 wieder und enthält 35 Baudenkmäler.

## Ensembles

### Ensemble Hauptstraße

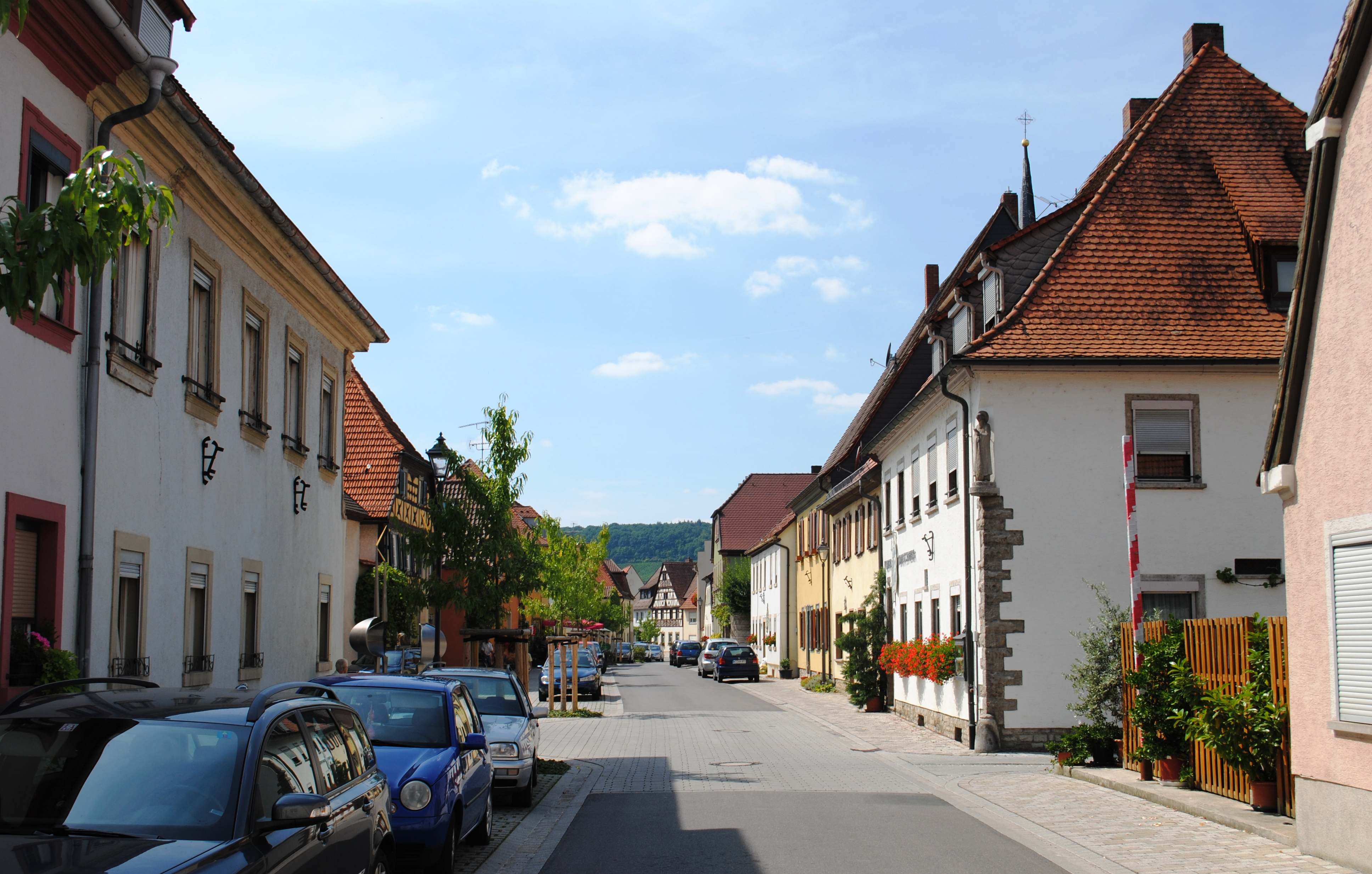
Die Hauptstraße von Osten

Der ehemals zur Abtei Schwarzach gehörende Ort ist zwar fränkischen Ursprungs, scheint aber, wie der regelmäßige Grundriss nahelegt, erst im Hoch- und Spätmittelalter seinen endgültigen Ausbau erfahren zu haben. Die Hauptstraße, die nicht mit einer Durchgangsstraße zusammenfällt und an beiden Enden blind ausläuft, ist als mäßig breiter Straßenmarkt ausgebildet. Das Ensemble umfasst den östlichen Abschnitt sowie die platzartige Erweiterung vor dem Kirchenbezirk. Die Straße ist beiderseits von Winzerhöfen begleitet, deren Wohngebäude meist traufseitig gestellt sind. Zwei der wenigen Giebelhäuser besitzen Fachwerkfassaden. Die Bebauung ist zu großen Teilen erneuert, einige Häuser des 18. Jahrhunderts bestimmen aber die Maßstäblichkeit. Der Kirchenbezirk ist durch eine Bautengruppe von der Hauptstraße geschieden, in der sich auch das Rathaus befindet. Die Pfarrkirche im ummauerten Kirchhof wirkt allerdings unmittelbar akzentuierend in die vor ihr liegende, platzartige Erweiterung der Straße hinein, deren zentrale Bedeutung durch die hier stehende Mariensäule unterstrichen wird. Umgrenzung: Hauptstraße 8–33, 35, 37, 39, Kaltenhofstraße 9, Kirchplatz 1, 2, Mainstraße 19, Pfarrgasse 1, 2. Aktennummer: E-6-75-155-1.

## Baudenkmäler
| Lage                                                       | Objekt                                  | Beschreibung | Akten-Nr.     | Bild           |
| ---------------------------------------------------------- | --------------------------------------- | --- | ------------- | -------------- |
| Am Hallburger Weg (Standort)                               | Pietà                                   | Die Figurengruppe der Pietà steht in den Weinbergen des Kreuzbergs. Dargestellt ist die trauernde Maria mit Jesus auf ihren Knien. Die Figuren befinden sich auf einem gemauerten Sockel. Ein hölzerner Baldachin schützt die Figuren. | D-6-75-155-1  | weitere Bilder |
| Am Hallburger Weg (Standort)                               | Altarbildstock                          | Der Bildstock wird im Volksmund „ausgestochene Marter“ genannt. Errichtet wurde er im Jahr 1719 von Johann Marquard. Die Marter hat die Form eines Prozessionsaltars. Vier Säulen tragen einen Baldachin. Hinten ein steinerner Abschluss mit der Darstellung der Kreuzigung. | D-6-75-155-29 | weitere Bilder |
| Am Hallburger Weg (Standort)                               | Bildstock                               | Errichtet wurde die Marter von Johann Franz Felbaum im Jahr 1720. Ein rebenumrankter Säulenschaft führt zum Bildstockaufsatz. Dargestellt sind vorne die Krönung Mariens und hinten die vierzehn Nothelfer. An den Seiten erkennt man die Figuren des Johannes und der heiligen Barbara. | D-6-75-155-27 | weitere Bilder |
| Mittelweg, Kreuzung Viehweg (Standort)                     | Martersäule, sogenannte "Viehwegmarter" | bez. 1889 nicht nachqualifiziert, im Bayerischen Denkmal-Atlas nicht kartiert | D-6-75-155-32 | BW             |
| Straße nach Volkach (Standort)                             | Bildstock                               | mit heiligem Laurentius dar, frühes 18. Jahrhundert nicht nachqualifiziert, im Bayerischen Denkmal-Atlas nicht kartiert | D-6-75-155-28 | BW             |
| Fischergasse 1 (Standort)                                  | Kreuzschlepper                          | Die Sandsteinfigur stellt den kreuztragenden Christus dar. Er ist unter dem Kreuz zusammengebrochen. Goldene Farbreste sind erhalten. Die Statue steht auf der Hofmauer und stammt aus dem 18. Jahrhundert. | D-6-75-155-3  | weitere Bilder |
| Gruben, Straße nach Sommerach (Standort)                   | Bildstock                               | Der Bildstock besteht aus einer runden Säule und einem zweiseitigen Aufsatz. Vorne ist Maria als Immaculata dargestellt, hinten ist der heilige Laurentius zu sehen. Errichtet wurde die Marter im 18. bzw. 19. Jahrhundert. Renovierungen fanden 1967 und 1984 statt. | D-6-75-155-41 | weitere Bilder |
| Hauptstraße (Standort)                                     | Mariensäule                             | Das Baudenkmal besteht aus Sandstein. Eine Inschrift belegt das Erbauungsjahr 1778. Mehrere Renovierungen folgten zu späteren Zeiten. Die Figuren sind dem Spätrokoko zuzuordnen. Maria ist als Himmelskönigin dargestellt und als Doppelfigur errichtet. | D-6-75-155-16 | weitere Bilder |
| Hauptstraße 2 (Standort)                                   | Ehemals Münsterschwarzacher Zehnthof    | Der Bau wurde in mehreren Bauetappen von den Äbten des Klosters Münsterschwarzach bis ins Jahr 1688 errichtet. So entstand eine Dreiflügelanlage. Neben einem Innenhof und mehreren reich verzierten Giebeln weist der Zehnthof einen Erker und einen Brunnen auf. In seinem Inneren befindet sich eine Kapelle aus dem Jahr 1755. Die Stuckarbeiten stammen von Johann Michael Feuchtmayer dem Jüngeren.  | D-6-75-155-4  | weitere Bilder |
| Hauptstraße 15 (Standort)                                  | Pietà-Gruppe                            | Die Pietà im Kirchhof wird von einem Kreuz überragt. Jesus ist auf den Schultern Marias zusammengesunken. Eine Inschrift besagt: „Mutter der Schmerzen, bitte für sie“. Die Figurengruppe entstand im 18. Jahrhundert. | D-6-75-155-15 | weitere Bilder |
| Hauptstraße 18 (Standort)                                  | Gasthaus                                | Das Haus ist zweigeschossig und traufständig. Ein Walmdach mit drei Gauben vorne und zwei an der Seite bekrönt es. Die Fensterrahmungen sind geohrt. Eckpilaster begrenzen den Bau. Das Portal weist ein halbrundes Tympanon auf. Der Gasthof entstand im 18. Jahrhundert. Ein jüngeres Zwerchhaus steht im Hinterhof.                                                                                     | D-6-75-155-8  | weitere Bilder |
| Hauptstraße 24 (Standort)                                  | Wohnhaus                                | Der Bau entstand im 17. Jahrhundert. Er ist zweigeschossig und weist an allen Fenster geohrte Rahmungen auf. Ein Fachwerkgiebel wird von vier großen und zwei kleinen Fenster unterbrochen. Mehrere Andreaskreuze sind ins Fachwerk integriert. | D-6-75-155-10 | weitere Bilder |
| Hauptstraße 27 (Standort)                                  | Wohnhaus                                | Ein weiteres zweigeschossiges Haus befindet sich an der Hauptstraße. Es ist ein Traufseithaus, dessen Steilsatteldach in Richtung Straße ragt. Die Tür weist geohrte Rahmungen auf. Ein Medaillon beinhaltet die Initialen der ehemaligen Besitzer. Die Jahreszahl 1798 ist ebenfalls an der Rahmung angebracht.                                                                                           | D-6-75-155-11 | weitere Bilder |
| Hauptstraße 28, 30 (Standort)                              | Weingut                                 | Ein zweigeschossiges Doppelhaus befindet sich an der Hauptstraße Nordheims. Es wird von einem Mansarddach bekrönt. Die Fensterrahmungen sind geohrt. Beide Hausteile entstanden im 18. Jahrhundert. | D-6-75-155-12 | weitere Bilder |
| Hauptstraße 28 (Standort)                                  | Hausmadonna                             | Am Haus Hauptstraße 28 ist eine Hausmadonna in einer Nische angebracht. Sie ist mit dem Jesuskind dargestellt und entstand um das Jahr 1380. Sie ist der Gotik zuzuordnen. | D-6-75-155-12 | weitere Bilder |
| Kirchplatz 2 (Standort)                                    | Katholische Pfarrkirche St. Laurentius  | Die Chorturmkirche St. Laurentius wurde bereits in der Gotik erbaut. Erstmals verändert wurde das Gotteshaus um das Jahr 1540. In den dreißiger Jahren des 18. Jahrhunderts erfuhr sie weitere Erneuerungen. Ein äußerer Emporenzugang gliedert den Bau. Im Inneren weist die Kirche neben den drei Altären auch eine reich verzierte Kanzel auf. Zwei Heiligenbüsten sind dem 16. Jahrhundert zuzuordnen. | D-6-75-155-15 | weitere Bilder |
| Kirchplatz 2 (Standort)                                    | Ölberg                                  | Die Ölbergszene stellt den betenden Jesus dar. Er ist von den schlafenden Jüngern umgeben. Die Figuren sind überlebensgroß. Eine Umschrift auf dem Rahmen ordnet den Ölberg als Stiftung des Johann Sebastian Knoblach ein. Er wurde 1707 errichtet. | D-6-75-155-15 | weitere Bilder |
| Kirchplatz 2 (Standort)                                    | Kirchhofummauerung                      | Die Ummauerung besteht aus Sandstein. Ein Portal leitet zum Kircheneingang über. | D-6-75-155-15 | weitere Bilder |
| Kirchplatz 2 (Standort)                                    | Friedhofskreuz                          | Das Friedhofskruzifix entspricht dem Dreinageltypus. Jesus’ Lendenschurz weist goldene Farbe auf. Gestiftet wurde das Kreuz im Jahr 1859 von Franz Peter Knoblach. | D-6-75-155-15 | weitere Bilder |
| Kirchplatz 2 (Standort)                                    | Ehemaliges Rathaus                      | Das ehemalige Rathaus des Ortes ist zweigeschossig. Drei auf zwei Fenster mit geohrten Rahmungen gliedern den Bau. Weiterhin weist das Haus Treppengiebel auf. Es entstand um 1600. | D-6-75-155-9  | weitere Bilder |
| Kreuzberg, Kapellenweg (Standort)                          | Kreuz-Kapelle                           | Die Kapelle wurde im Jahr 1894 von den Geschwistern Göpfert errichtet. Sie präsentiert sich als Werksteinbau mit polygonalem Chor. Ein spitzbogiges Fenster gliedert den Bau auf jeder Seite. Im Inneren weist das Kirchlein eine Figur der Madonna von Lourdes auf. | D-6-75-155-34 | weitere Bilder |
| Kreuzberg, Mittelweg (Standort)                            | Kreuzschlepper                          | Die Sandsteinfigur stellt den kreuztragenden Christus dar. Er ist überlebensgroß und wird auf einem gemauerten Sockel liegend dargestellt. Reste von Goldfarbe sind erkennbar. Ein hölzerner Baldachin schützt die Figur. Eine Inschrift nennt 1750 als Aufstellungsjahr. Erneuert wurde die Figur 1983.                                                                                                   | D-6-75-155-36 | weitere Bilder |
| Kreuzbergstraße, Raiffeisenstraße (Standort)               | Bildstock                               | Der Bildstock wird im Volksmund auch Dreifaltigkeitsmarter genannt. Sie besteht aus einer Säule auf der eine vollplastische Szene angebracht ist. Dargestellt ist die Krönung Mariens. Maria ist von der heiligen Dreifaltigkeit umgeben. Hieronymus Römmelt stiftete die Marter im Jahr 1722. | D-6-75-155-38 | weitere Bilder |
| Langgasse 23 (Standort)                                    | Winzerhof                               | Ein zweigeschossiger Winzerhof befindet sich in der Langgasse. Er weist ein Satteldach auf. Ein ausladender Stufengiebel gliedert das Gebäude. Das Haus entstand um 1600. | D-6-75-155-17 | weitere Bilder |
| Langgasse 25, auf dem Hoftor (Standort)                    | Pietà-Gruppe                            | Die Sandsteinpietà stellt die trauernde Maria mit einem Schwert in ihrem Herzen dar. Jesus liegt auf ihren Knien. Eingerahmt ist die Figurengruppe von mehreren Putten. Theaterähnliche Umbauten umgeben die Szene. Zwei Engelsfiguren ziehen einen Vorhang zur Seite. Ein Kreuz bekrönt den Aufbau. Errichtet wurde die Pietà im Jahr 1746.                                                               | D-6-75-155-18 | weitere Bilder |
| Langgasse 31 (Standort)                                    | Weingut                                 | Ein zweigeschossiger Bau erhebt sich an der Langgasse 31. Er weist ein Walmdach auf. Die Fensterrahmungen sind geohrt. Eckquader begrenzen den Bau. Ein Hoftor befindet sich rechts neben dem Haus. Über dem Schlussstein erhebt sich eine plastische Fratze. Darüber das Wappen der Familie Knoblach und die Jahreszahl 1727.                                                                             | D-6-75-155-19 | weitere Bilder |
| Langgasse 31 (Standort)                                    | Figur der Anna selbdritt                | Am Haus Langgasse 31 befinden sich im zweiten Geschoss zwei Hausfiguren. Sie sind in zwei Nischen am Haus eingesetzt. Rechts erkennt man eine Figur der Anna selbdritt. Links daneben befindet sich Joseph mit einer Blume und dem Jesuskind. Beide Figuren entstanden im 18. Jahrhundert. | D-6-75-155-19 | weitere Bilder |
| Langgasse 31 (Standort)                                    | Figur Joseph                            | Am Haus Langgasse 31 befinden sich im zweiten Geschoss zwei Hausfiguren. Sie sind in zwei Nischen am Haus eingesetzt. Rechts erkennt man eine Figur der Anna selbdritt. Links daneben befindet sich Joseph mit einer Blume und dem Jesuskind. Beide Figuren entstanden im 18. Jahrhundert. | D-6-75-155-19 | weitere Bilder |
| Langgasse 57 (Standort)                                    | Wohnhaus                                | Zweigeschossiger Satteldachbau mit Fachwerkobergeschoss, 17. Jahrhundert | D-6-75-155-20 | weitere Bilder |
| Langgasse 57 (Standort)                                    | Backhaus                                | | D-6-75-155-20 | weitere Bilder |
| Mittelweg (Standort)                                       | Mariensäule                             | Die Mariensäule entstand im Jahr 1881. Das Baudenkmal wurde im Bayern Viewer Denkmal nicht kartiert und ist bisher nicht nachqualifiziert worden. | D-6-75-155-37 | BW             |
| Mittelweg; Schenkenweg (Standort)                          | Bildstock                               | Der Bildstock in den Weinbergen weist eine viereckige Säule auf. Ein Aufsatz zeigt vorne die Kreuzigungsszene und hinten eine Pietà. Zwei Seitenfiguren begrenzen das Marter, ein Kreuz bekrönt das Sandsteinensemble. Der Bildstock entstand im 18. Jahrhundert und wurde 1876 und 1948 erneuert. | D-6-75-155-40 | weitere Bilder |
| Nähe Volkacher Weg (Friedhof) (Standort)                   | Pietà                                   | Die Figur wird im Volksmund auch Heumarter genannt. Dargestellt ist die trauernde Muttergottes. Auf ihren Knien der verstorbene Christus. Eine Inschrift befindet sich im Sockel. Die Figurengruppe wurde um 1730 geschaffen. Weitere Inschriften belegen Renovierungen im Jahr 1934 und im Jahr 1988. | D-6-75-155-2  | weitere Bilder |
| Pfarrgasse 1 (Standort)                                    | Hofanlage                               | Wohnhaus zweigeschossiger Walmdachbau mit Fachwerkobergeschoss; erste Hälfte 19. Jahrhundert; siehe auch Ensemble Hauptstraße | D-6-75-155-22 | weitere Bilder |
| Pfarrgasse 1 (Standort)                                    | Hofanlage, Nebengebäude                 | | D-6-75-155-22 | weitere Bilder |
| Pfarrgasse 1 (Standort)                                    | Hofanlage, Backhaus                     | | D-6-75-155-22 | weitere Bilder |
| Pfarrgasse 2 (Standort)                                    | Wohnhaus                                | Das Gebäude steht nahe der Hauptstraße und ist deshalb auch dem Ensemble Hauptstraße Nordheim am Main zuzuordnen. Es ist zweigeschossig und besitzt ein Mansarddach. Geohrte Rahmungen umgeben die Fenster des Hauses. Es entstand im 18. Jahrhundert. | D-6-75-155-23 | weitere Bilder |
| Pfarrgasse 2 (Standort)                                    | Immaculata                              | Das Portal des Hauses weist geohrte Rahmungen auf. Zwei Volutenpilaster begrenzen es am Rande. Der Giebel ist unterbrochen, da hier die Figur einer Immaculata eingesetzt ist. Zwei Putten befinden sich unter der Statue. Maria steht auf der Weltkugel und hält eine Blume in der Hand. Die Figur ist farbig gehalten.                                                                                   | D-6-75-155-23 | weitere Bilder |
| Schenken, Straße nach Sommerach (Standort)                 | Bildsäule mit Pietà                     | Die rechteckige Säule wird von einer Pietà bekrönt. Erbaut wurde die Säule im Jahr 1786, wie eine Inschrift im Sockel belegt. Auf der Rückseite des Schafts befindet sich eine Inschrift, welche Renovierungen in den Jahren 1964 und 1987 vermerkt. | D-6-75-155-39 | weitere Bilder |
| Volkacher Straße 1 (Standort)                              | Wohnhaus                                | Erdgeschossiges Halbwalmdachhaus, teils mit geohrten Fensterrahmungen, 18./19. Jahrhundert | D-6-75-155-24 | weitere Bilder |
| Volkacher Straße 6 (Standort)                              | Weingut                                 | Das Haus ist zweigeschossig. Vier Gebäudeflügel gruppieren sich um einen Innenhof. Ein rundbogiges Portal mit einem verzierten Schlussstein öffnet sich zur Straße hin. Die Rahmungen der Fenster sind geohrt. Eckpilaster sind an den Seiten angebracht. | D-6-75-155-25 | weitere Bilder |
| Volkacher Straße 6 (Standort)                              | Weingut                                 | In zwei Nischen, die im zweiten Geschoss des Hauses angebracht sind, befinden sich die Figuren der Heiligen Anna und Joseph. Sie wird als Anna selbdritt dargestellt. Joseph trägt das Jesuskind auf seinem Arm. Die Gewänder sind mit Goldfarbe eingefasst. | D-6-75-155-25 | weitere Bilder |
| Mittelweg, Kreuzung Reitweg (Standort)                     | Wegkreuz                                | Das Wegkreuz stellt den gekreuzigten Christus dar. Der Dreinageltypus besitzt eine Inschrift im Sockel. Sie besagt: „Jesu Lamm Gottes welches hinwegnimmt die Sünden der Welt, erbarme dich unser“. Das Kruzifix entstand im Jahr 1790. Das Baudenkmal wurde im Bayern Viewer Denkmal nicht kartiert und ist bisher nicht nachqualifiziert worden.                                                         | D-6-75-155-31 | weitere Bilder |
| Weinbergstraße 6 (Standort)                                | Bildstock                               | Die Marter besteht aus einem viereckigen Sockel, einem verdrehten Schaft und einem vierseitigen Aufsatz. Eine Kreuzigungsszene ist vorne, eine Pietà auf der Rückseite dargestellt. Zwei Heiligenfiguren befinden sich an den Seiten. Gestiftet wurde der Bildstock im Jahr 1690 von zwei Nordheimern. | D-6-75-155-35 | weitere Bilder |
| Zehnthofstraße 5 (Standort)                                | Bauernhaus                              | Eingeschossiger Halbwalmdachbau mit barocken Fensterrahmen, 1. Hälfte 18. Jh. | D-6-75-155-57 | weitere Bilder |
| Am langen Graben, Weg zur Weinlage „Katzenkopf“ (Standort) | Bildstock                               | Mit Pietà, bezeichnet „1787“, erneuert 1954 | D-6-75-169-59 | BW             |

## Ehemalige Baudenkmäler
| Lage                              | Objekt                     | Beschreibung | Akten-Nr.     | Bild                       |
| --------------------------------- | -------------------------- | --- | ------------- | -------------------------- |
| Hauptstraße 11 (Standort)         | Fachwerkgiebel             | Das Haus in der Hauptstraße weist einen kunstvollen Fachwerkgiebel im zweiten Geschoss auf. Vier Fenster unterbrechen die Holzverstrebungen. Die vorkragenden Teile darüber weisen zwei Andreaskreuze auf. Der Giebel entstand im 17. bzw. 18. Jahrhundert. | D-6-75-155-5  | weitere Bilder             |
| Mainstraße 19 (Standort)          | Siehe Ensemble Hauptstraße | Das Haus Mainstraße 19 begrenzt das Ensemble Hauptstraße Nordheim am Main im Norden. | D-6-75-155-21 | Siehe Ensemble Hauptstraße |
| Viehweg, Straße nach Sommerach () | Bildstock                  | Der Bildstock besteht aus einer viereckigen Säule, die auf einem rechteckigen Sockel ruht. Die Darstellung der Pietà befindet sich im Aufsatz. In der Säule erkennt man eine Inschrift, die das Aufstellungsjahr 1787 unterstreicht. Renovierungen fanden im Jahr 1954 statt. Das Baudenkmal wurde im Bayern Viewer Denkmal nicht kartiert und ist bisher nicht nachqualifiziert worden. | D-6-75-155-33 | weitere Bilder             |